# Wahlen 1849
◄◄ | ◄ | 1845 | 1846 | 1847 | 1848 | Wahlen 1849 | 1850 | 1851 | 1852 | 1853 | ► | ►►

Weitere Ereignisse
Die Liste der Wahlen 1849 umfasst Parlamentswahlen, Präsidentschaftswahlen, Referenden und sonstige Abstimmungen auf nationaler und subnationaler Ebene, die im Jahr 1849 weltweit abgehalten wurden.
Das damalige Wahlrecht entsprach typischerweise nicht den Wahlrechtsgrundsätzen der direkten, geheimen und gleichen Wahl. Zeittypisch waren oft nur kleine Teile der Bevölkerung wahlberechtigt, ein Frauenwahlrecht war nicht gegeben.

## Termine
| Land                      | Datum           | Link zur Wahl 1849                                         | Link zur letzten Wahl | Bemerkung |
| ------------------------- | --------------- | ---------------------------------------------------------- | --------------------- | --- |
| Schwarzburg-Sondershausen | Januar          | Wahl zum Landtag in Schwarzburg-Sondershausen              |                       | Neuwahl nach Beschluss eines neuen demokratischeren Wahlrechts und Auflösung des Landtags nach nur einem Jahr                               |
| Preußen                   | 5. Februar      | Wahl zum Preußischen Abgeordnetenhaus Februar              |                       | Erste Wahl zur neugeschaffenen zweiten Kammer des Preußischen Landtages nach der Auflösung der Preußischen Nationalversammlung              |
| Herzogtum Lauenburg       | März/April      | Wahl zur Landesversammlung in Lauenburg                    |                       | |
| Lippe                     | vor dem 15. Mai | Landtagswahl in Lippe                                      | 1844                  | Einzige Wahl nach der Verfassung des Jahres 1848; Landtag wurde am 15. Mai 1849 einberufen                                                  |
| Baden                     | 3. Juni         | Wahl zur Badischen verfassunggebenden Versammlung          |                       | Einzige Wahl zur nur kurz bestehenden Volksvertretung während der badischen Mai-Revolution 1849                                             |
| Preußen                   | 27. Juli        | Wahl zum Preußischen Abgeordnetenhaus Juli                 |                       | Das im Februar gewählte Abgeordnetenhaus wurde bereits am 27. April vom König wieder aufgelöst, Wahl erfolgte nach dem Dreiklassenwahlrecht |
| Erfurter Union 1849/50    | 1849 bis 1850   | Wahlen zum Erfurter Unionsparlament                        |                       | Wahl erfolgte nach dem Dreiklassenwahlrecht                                                                                                 |
| Vereinigte Staaten        | November        | Gouverneurswahl in Texas                                   | 1847                  | |
| Anhalt                    | Dezember        | Wahl zum Gesamtlandtag von Anhalt-Dessau und Anhalt-Köthen |                       | |